# Треугольная мозаика порядка 7
| Треугольная мозаика порядка 7 | Треугольная мозаика порядка 7      |

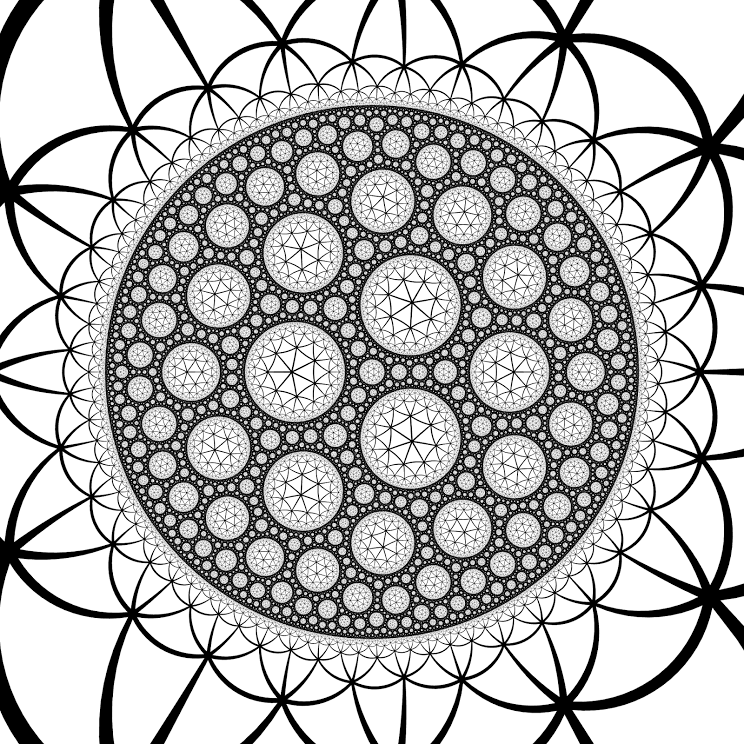
Соты ииеют в качестве
вершинной фигуры мозаику {3,7}.

| ----------------------------- | ---------------------------------- |
|                               |                                    |
| Тип                           | Однородная гиперболическая мозаика |
| Конфигурация вершины          | 37                                 |
| Символ Шлефли                 | {3,7}                              |
| Символ Витхоффа               | 7 \| 3 2                           |
| Симметрии                     | [7,3], (*732)                      |
| Диаграммы Коксетера — Дынкина | node · 7 · node · 3 · node_1       |
| Двойственная мозаика          | Семиугольная мозаика               |
| Свойства                      | изогональная, хиральная            |

Треугольная мозаика порядка 7 — это правильная мозаика на гиперболической плоскости 
с символом Шлефли {3,7}.

## Поверхность Гурвица
Группа симметрии мозаики — группа треугольника (2,3,7), а фундаментальной областью действий группы является треугольник Шварца (2,3,7). 
Это наименьший гиперболический треугольник Шварца, а потому, по теореме Гурвица об автоморфизмах, 
мозаика является универсальной, покрывая все поверхности Гурвица (римановы поверхности 
с максимальной группой симметрии), задавая им триангуляризацию, группа симметрии которой равна группе автоморфизмов римановой поверхности.
Наименьшая из них — квартика Клейна, поверхность рода 3 с наибольшей симметрией, вместе с мозаикой из 56 треугольников, 
сходящихся в 24 вершинах. Квартика имеет в качестве группы симметрии простую группу порядка 168, известную как PSL(2,7). 
Результирующая поверхность может, в свою очередь, быть погружена в евклидово трёхмерное пространство, 
давая малый кубокубооктаэдр.
Двойственная мозаика для семиугольной мозаики порядка 3 имеет ту же группу симметрии, 
а потому даёт семиугольные мозаики поверхностей Гурвица.
| Группа симметрии треугольной мозаики порядка 7 имеет в качестве фундаментальной области треугольник Шварца (2,3,7), которая приводит к этой мозаике. | Малый кубокубооктаэдр является многогранным вложением квартики Клейна, которая, подобно всем поверхностям Гурвица, является фактор-мозаикой. |

## Связанные многогранники и мозаики
Мозаика связана с двумя звёздными мозаиками, имея то же расположение вершин: 
Гептаграммная мозаика порядка 7, {7/2,7} и Семиугольная мозаика с гептпаграмным порядком, {7,7/2}.
Эта мозаика является топологически частью последовательности правильных многогранников с символом Шлефли {3,p}.
| Сферическая | Сферическая | Сферическая | Сферическая | Евклидова | Компактная гипербол. | Компактная гипербол. | Пара- компактная | Некомпактная гиперболическая | Некомпактная гиперболическая | Некомпактная гиперболическая | Некомпактная гиперболическая |
| ----------- | ----------- | ----------- | ----------- | --------- | -------------------- | -------------------- | ---------------- | ---------------------------- | ---------------------------- | ---------------------------- | ---------------------------- |
|             |             |             |             |           |                      |                      |                  |                              |                              |                              |                              |
| 3.3         | 3           | 34          | 35          | 36        | 37                   | 38                   | 3∞               | 312i                         | 39i                          | 36i                          | 33i                          |

Эта мозаика является частью ряда правильных мозаик {n,7}:
| Мозаики вида {n,7} | Мозаики вида {n,7}      | Мозаики вида {n,7}      | Мозаики вида {n,7}      | Мозаики вида {n,7}      | Мозаики вида {n,7}      | Мозаики вида {n,7}      | Мозаики вида {n,7}      | Мозаики вида {n,7}      |
| Сферические        | Гиперболические мозаики | Гиперболические мозаики | Гиперболические мозаики | Гиперболические мозаики | Гиперболические мозаики | Гиперболические мозаики | Гиперболические мозаики | Гиперболические мозаики |
| ------------------ | ----------------------- | ----------------------- | ----------------------- | ----------------------- | ----------------------- | ----------------------- | ----------------------- | ----------------------- |
| · {2,7} ·          | · {3,7} ·               | · {4,7} ·               | · {5,7} ·               | · {6,7} ·               | · {7,7} ·               | · {8,7} ·               | ...                     | · {∞,7} ·               |

По построению Витхоффа существует восемь гиперболических однородных мозаик,
которые могут основываться на правильной семиугольной мозаике. 
Если рисовать плитки раскрашенными в красный цвет на месте исходных восьмиугольников, в жёлтый цвет на месте исходных вершин и в синий цвет на месте исходных рёбер,
имеется 8 форм.
|                                 |                                  |                               |                                  |                               |                                  |                                     |                                     |
| {7,3}                           | t{7,3}                           | r{7,3}                        | 2t{7,3}=t{3,7}                   | 2r{7,3}={3,7}                 | rr{7,3}                          | tr{7,3}                             | sr{7,3}                             |
| Однородные двойственные мозаики |                                  |                               |                                  |                               |                                  |                                     |                                     |
| node_f1 · 7 · node · 3 · node   | node_f1 · 7 · node_f1 · 3 · node | node · 7 · node_f1 · 3 · node | node · 7 · node_f1 · 3 · node_f1 | node · 7 · node · 3 · node_f1 | node_f1 · 7 · node · 3 · node_f1 | node_f1 · 7 · node_f1 · 3 · node_f1 | node_fh · 7 · node_fh · 3 · node_fh |
|                                 |                                  |                               |                                  |                               |                                  |                                     |                                     |
| V73                             | V3.14.14                         | V3.7.3.7                      | V6.6.7                           | V37                           | V3.4.7.4                         | V4.6.14                             | V3.3.3.3.7                          |

## Смотрите также
- Тетраэдральные соты порядка 7[англ.]
- Список правильных многомерных многогранников и соединений
- Список однородных мозаик на евклидовой плоскости
- Мозаики из выпуклых правильных многоугольников на евклидовой плоскости
- Треугольная мозаика
- Однородные мозаики на гиперболической плоскости